# Вернер Тіллессен
Вернер Тіллессен (нім. Werner Tillessen; 22 серпня 1880, Саарлуї — 19 травня 1953, СРСР) — німецький військово-морський діяч, адмірал крігсмаріне (10 вересня 1932).

## Біографія

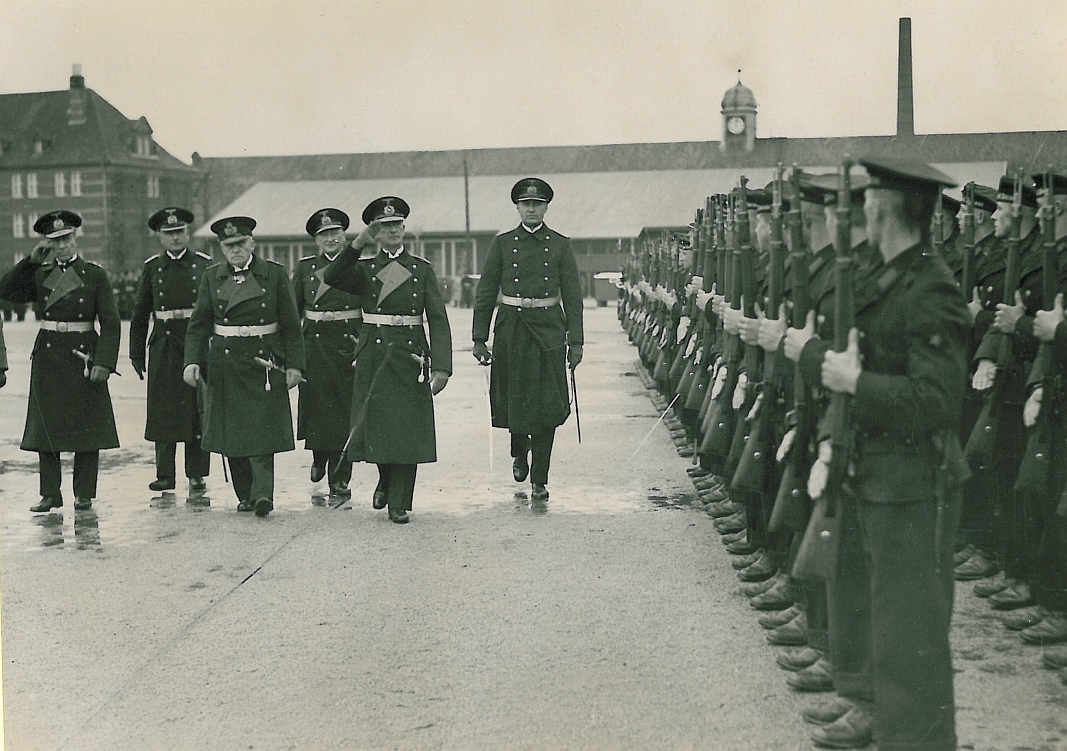
Адмірал Тіллессен (ліворуч) на святкуванні 50-річчя міноносців (Вільгельмсгафен; 1937).

12 квітня 1898 року вступив на службу в ВМФ кадетом. Пройшов підготовку на навчальному кораблі «Штош» і у військово-морському училищі. Служив на лінійному кораблі «Вайссенбург», а також важких крейсерах «Вікторія Луїза» і «Фрідріх Карл». У жовтні 1905 року переведений в міноносний флот. У 1909-11 роках командував міноносцем V-158. З 1 жовтня 1911 року — ад'ютант 2-ї військово-морської інспекції, з 20 вересня 1912 року — штабу військово-морської станції «Нордзе», одночасно в 1912-14 роках командував тендером «Аліса Рузвельт». Учасник Першої світової війни, командував 18-й напівлотилією (6 листопада 1914 — 5 лютого 1917) і 6-ю флотилією міноносців (6 лютого 1917 — 1 травня 1918).
Після демобілізації армії залишений на флоті, служив в штабі військово-морської станції «Нордзе». З 1 лютого 1920 року — керівний офіцер військово-морського училища. 3 червня 1920 року очолив штаб торпедних інспекції. З 17 липня 1920 року — директор військово-морського училища «А», з 16 вересня 1920 року — училища в Мюрвіку. З 24 вересня 1925 року командував лінійним кораблем «Ганновер», з 1 березня 1927 року — «Сілезія». 4 жовтня 1927 року призначений начальником торпедних інспекції. З 5 жовтня 1928 року — начальник штабу військово-морської станції «Нордзе». 30 вересня 1932 року вийшов у відставку.
24 травня 1939 року знову призваний на службу і призначений в розпорядження командування ВМС. 8 травня 1942 року поставлений на чолі військово-морського штабу в Бухаресті, а 17 грудня 1942 року очолив штаб зв'язку німецького ВМФ в Румунії.
23 серпня 1944 року, після вступу радянських військ в Бухарест, зник безвісти. Після війни на військовому кладовищі Вільгельмсгафена встановили кенотаф з датою смерті 19 травня 1953 року і приміткою «В Росії, після 8 років ув'язнення». В 2016 році були державні архіви Росії опублікували протоколи допитів Тілессена по його затриманню. Співробітник Німецького історичного інституту в Росії Маттіас Уль заявив, що Тіллессен був першим німецьким адміралом, який потрапив у радянський полон, і підтвердив дату смерті.

## Нагороди
- Китайська медаль в бронзі
- Орден Червоного орла 4-го класу (25 липня 1911)
- Орден Фрідріха (Вюртемберг), лицарський хрест 1-го класу (12 квытня 1913)
- Залізний хрест 2-го і 1-го класу
- Військовий Хрест Фрідріха-Августа (Ольденбург) 2-го (із застібкою «Перед ворогом») і 1-го класу
- Королівський орден дому Гогенцоллернів, лицарський хрест з мечами (8 грудня 1916)
- Хрест «За вислугу років» (Пруссія) (25 рокыв)
- Німецький імперський спортивний знак
- Почесний хрест ветерана війни з мечами
- Хрест Воєнних заслуг
  - 2-го класу з мечами (6 березня 1942)
  - 1-го класу з мечами (30 січня 1944)
- Орден Корони Румунії, великий хрест з мечами (7 серпня 1943)